# Високе Мито
Високе Мито (на чешки: Vysoké Mýto; на немски: Hohenmauth; на латински: Alta Muta) е град в Пардубицки край Чехия. Основан през 1262 от бохемския крал Отакар II, той е разположен близо до оригиналното място, наречено Врацлав. Под властта на Хабсбургите от 16 век до 1918 г. носи името Хоенмаут.

## Побратимени градове
Високо мито има няколко побратимени града:
- Аноне, Франция
- Варна, България
- Верл, Германия
- Корбах, Хесен, Германия
- Пижице, Полша

## Родени във Високе Мито
- Йозеф Иречек (1825 – 1888) - чешки юрист, филолог и политик;
- Карел Шкорпил (1859 – 1944) - чешко-български археолог;
- Херменгилд Иречек (1827 – 1909) - чешки историк и юрист.